# Laag-Nieuwkoop
Laag-Nieuwkoop, également orthographié Laagnieuwkoop, est un hameau situé dans la commune néerlandaise de Stichtse Vecht, dans la province d'Utrecht.
Laag-Nieuwkoop était une commune indépendante, jusqu'au 1er mai 1942. À cette date, elle fut rattachée à la commune de Kockengen. En 1840, la commune comptait 43 maisons et 328 habitants, dont 89 dans le hameau de Laag-Nieuwkoop, 36 à Lage Haar, 37 à Gieltjesdorp, 19 à Vijfhoeven et 147 à Zuideinde. Zuideinde était alors la partie méridionale du village de Portengen.